# Julia Nyberg
Pour les articles homonymes, voir Nyberg.
Julia Christina Nyberg, née Svärdström le 17 novembre 1785 et morte le 18 avril 1854, est une poétesse et compositrice suédoise. Elle a publié des recueils de poésie et a été récompensée par l'Académie suédoise. Elle a écrit la grande majorité de ses œuvres sous le pseudonyme d'Euphrosyne.

## Biographie
Julia Christina Svärdström est née dans la paroisse de Skultuna, dans le comté de Västmanland, en Suède, le 17 novembre 1785. Ses parents, Per Svärdström (1726–1789) et Beata Eliasdotter Almgren (1747–1799), meurent alors qu'elle est jeune. Elle grandit en tant que fille adoptive d'un industriel nommé Adlerwald. Elle étudie à l'école pour filles de Stockholm entre 1800 et 1802 où elle suit des cours de français, de suédois et de musique.
Elle déménage en 1809 à Stockholm, où elle est influencée par la Ligue Aurora (Aurora-förbundet), une société artistique sous la direction de Per Daniel Amadeus Atterbom,. En 1816, elle envoie plusieurs de ses poèmes à Atterbom sous le pseudonyme Mademoiselle Laura Euphrosine Ström. Il les publie dans le journal de la société : Poetisk kalender l'année suivante. C'est le début de la carrière littéraire de Nyberg.
Nyberg est surtout connue pour ses chansons écrites pour les fêtes de la nuit de Walpurgis, dont beaucoup sont encore chantées et enregistrées aujourd'hui, notamment Vårvindar friska (« Vent frais du printemps ») et Fruktmånglerskan med tapperhetsmedalj (« Le vendeur de fruits avec une médaille d'honneur »). Elle publie régulièrement sa poésie dans le Poetisk kalender. Elle n'a jamais aspiré à la poésie épique qui caractérise nombre des œuvres de ses contemporains, mais se concentre plutôt sur l'écriture de poèmes plus courts inspirés par la nature.

### Vie privée
Elle se marie une première fois en 1809 à Johan Henrik Asping, un marchand de soie. Son mariage fut malheureux et ils divorcent en 1820. Elle se remarie à Anders Wilhelm Nyberg (1793-1851) en 1822. Nyberg la soutiendra dans sa carrière littéraire. Elle meurt à Skultuna le 18 avril 1854 sans avoir jamais eu d'enfants.

## Récompense
- 1829 : Médaille d'or délivrée par l'Académie suédoise[2]